# Jarník
Jarník är ett berg i Tjeckien.   Det ligger i regionen Södra Böhmen, i den centrala delen av landet, 90 km söder om huvudstaden Prag. Toppen på Jarník är 617 meter över havet, eller 157 meter över den omgivande terrängen. Bredden vid basen är 4,5 km.
Terrängen runt Jarník är huvudsakligen platt, men den allra närmaste omgivningen är kuperad. Runt Jarník är det glesbefolkat, med 16 invånare per kvadratkilometer. Närmaste större samhälle är Písek, 3,2 km väster om Jarník. I omgivningarna runt Jarník växer i huvudsak blandskog.